# Hàmster daurat
L'hàmster daurat (Mesocricetus auratus) és un petit rosegador originari de Síria i Turquia. Es tracta d'una espècie de cricetí molt estesa en captivitat, una mica arreu del món. Algunes races d'hàmster daurat, criades com a animals de companyia o de laboratori, fins i tot són considerades domèstiques per països com ara França.

## Descrobriment
El 1839 el zoòleg britànic George Robert Waterhouse va trobar un hàmster de major mida a Síria, anomenant-lo Cricetus auratus, l'hàmster daurat. La pell de l'hàmster va estar en exposició en un museu britànic. L'hàmster sirià fou ignorat per la ciència europea durant el segle següent.
Al voltant de l'any 1930, el zoòleg i professor de la Universitat de Jerusalem Yisrael Aharoni va trobar una mare i cries d'hàmster en el desert sirià. Però quan va tornar al seu laboratori la majoria s'havien escapat o mort. Els hàmsters romanents foren donats a la Universitat de Jerusalem, on foren criats amb èxit. A causa que eren lleument majors en grandària als oposats per Waterhouse, els va anomenar Mesocricetus auratus, encara que possiblement es tractés de la mateixa espècie. Mesocricetus auratus és el nom científic actual de l'hàmster sirià. Tots els hàmsters sirians existents avui dia descendeixen d'aquestes cries.

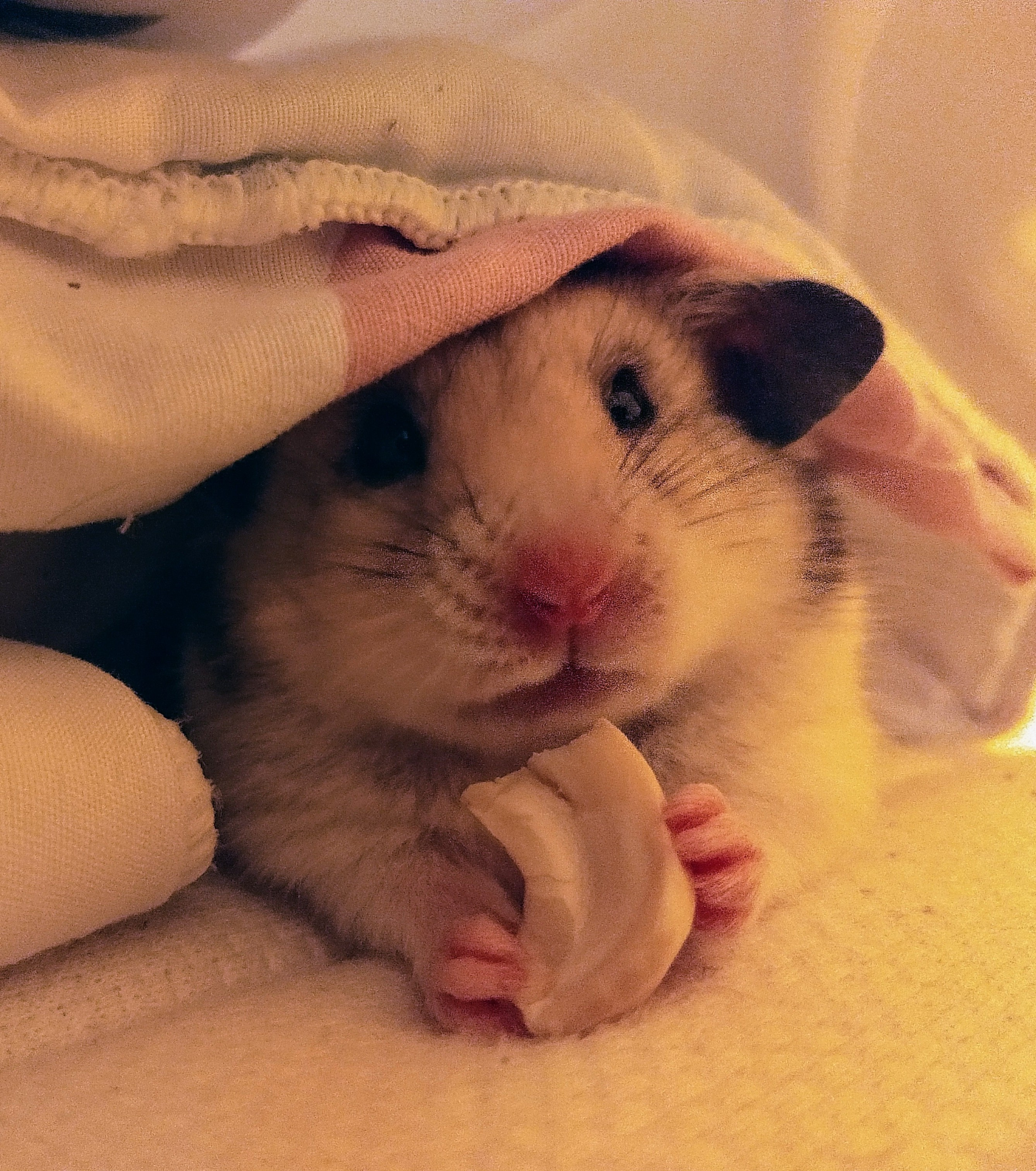
Hàmster daurat menjant una anacard.

## Reproducció

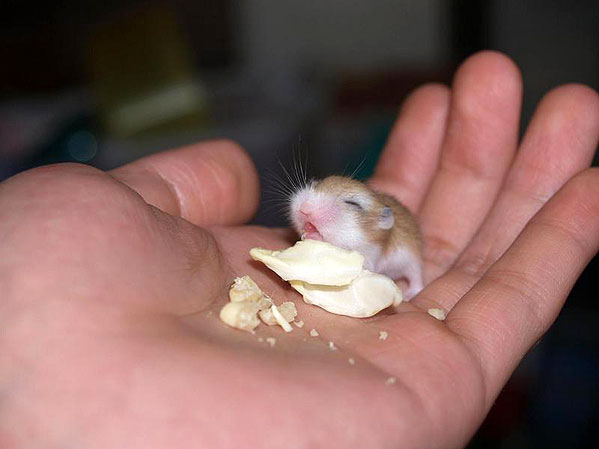
Cria d'hàmster, als pocs dies de néixer ja poden ingerir aliments sòlids.

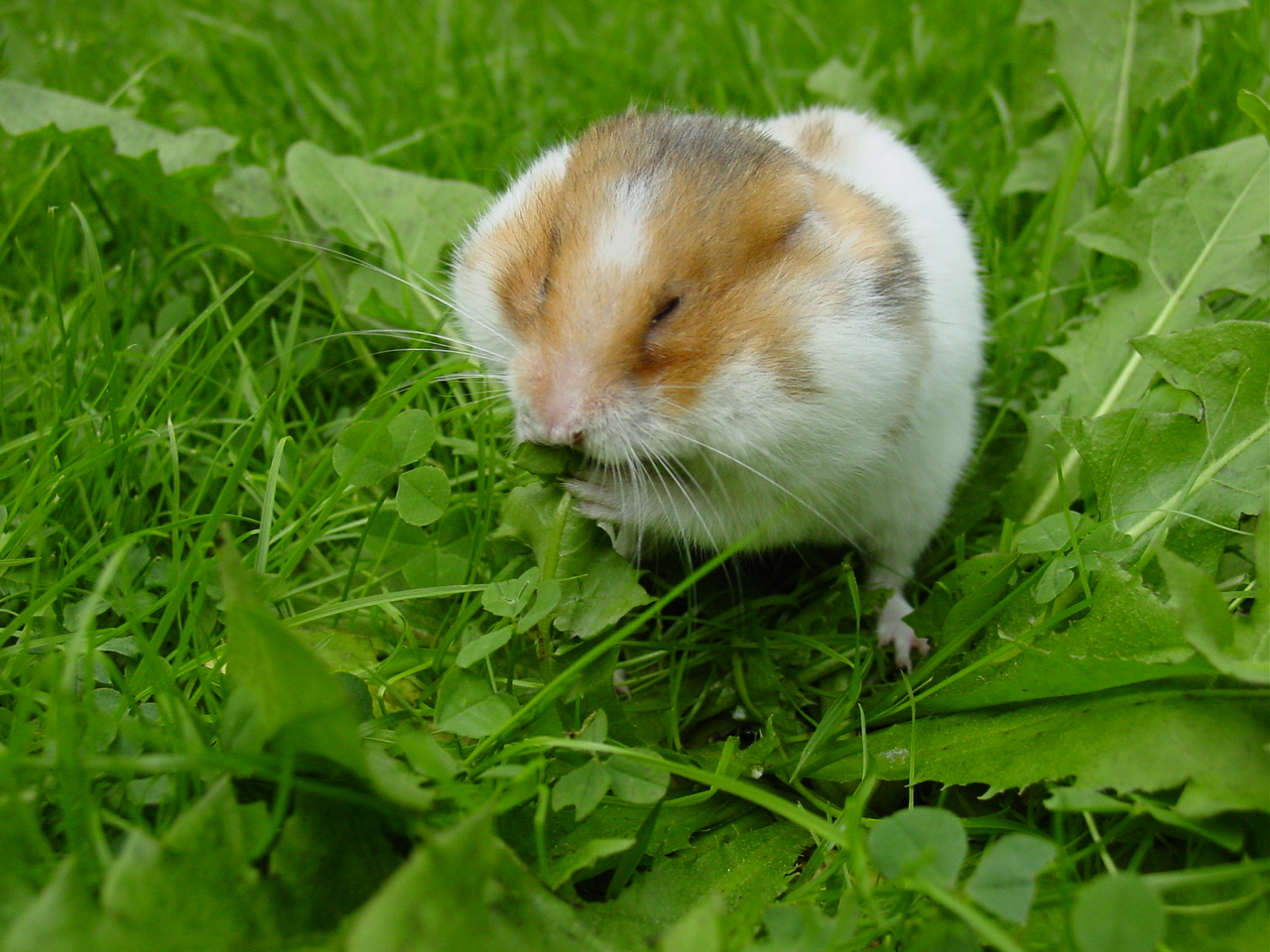
Hàmster daurat alimentant-se amb fulles de dent de lleó.

L'hàmster daurat o sirià és solitari per naturalesa, acceptant a un altre exemplar de la seva mateixa espècie només per l'aparellament. El zel de la femella és cada quatre o sis dies durant una nit. Si vol reproduir al seu hàmster, ha de pensar-ho bé, ja que són animals que crien molt i molt ràpid, poden tenir fins a quinze cries o més. La femella ha de tenir almenys deu setmanes per al seu primer grup de fills d'hàmsters.
- Aparellament

Perquè puguin copular s'ha d'introduir a la parella en un territori neutral, sent recomanable que això sigui al capvespre o a la nit. Si la femella està receptiva es posarà rígida amb la part anterior del seu cos aixecada. Llavors el mascle es muntarà damunt de la femella durant uns segons i es rentarà, després tornarà a repetir aquest procés diverses vegades. Quan vegi que un dels dos ja no mostra interès a continuar, ha de tornar a cada un al seu lloc corresponent. Aquest procés sol durar entre 20 i 45 minuts.
- Gestació

La gestació és de tan sols setze dies, durant aquest període la femella està especialment sensible i no ha de ser molestada. Als dotze dies s'ha de fer una neteja general de la gàbia, rebutjant tot el menjar vell i canviant el llit per un de nou. Se li ha de donar a la femella gran quantitat de materials per construir el niu, per exemple se li pot donar palets de fusta, paper higiènic picat, alfals, etc., Si no se li dona res de material no passa res, però és recomanable donar-li, perquè així les cries estaran més còmodes, calentes i no tindran problemes. No s'ha d'agafar ni molestar la femella durant els últims dies de gestació, ha d'estar molt tranquil·la. S'ha de donar una alimentació variada i bastanta quantitat de vegetals i fruites, pot proporcionar també una mica de menjar per a gos (però no gaire) o clara d'ou cuit.
- Naixement

La femella generalment pareix a la tarda del setzè dia. Cal separar al pare perquè si no es menja a les cries. El part dura menys d'una hora i la mare es dedica especialment a netejar i llepar les seves cries, ja que això estimula el seu metabolisme, que no és autònom. Les cries neixen sense pèl i mesuren uns tres centímetres. Després d'un part normal queda tot net i sec.
- Criança

Les cries creixen ràpidament i comencen a menjar aliments sòlids des de la primera setmana d'edat, però, la llet materna és indispensable durant les tres primeres setmanes. I sobretot, mai s'han de tocar les cries, almenys durant les primeres dues setmanes. Si es toquessin, llavors la mare les rebutjaria i les mataria. Als dotze dies obren els ulls i comencen a sortir amb major freqüència del niu. A les tres setmanes són independents i poden ser separades de la mare. Als 28 dies han d'estar separades per sexe, perquè a aquesta edat comença la seva maduresa sexual.